# Litobopyrus longicaudatus
Litobopyrus longicaudatus är en kräftdjursart som beskrevs av Clements Robert Markham1980. Litobopyrus longicaudatus ingår i släktet Litobopyrus och familjen Bopyridae. Inga underarter finns listade i Catalogue of Life.